# Mario Smash Football
Mario Smash Football (ook wel Super Mario Strikers) is een voetbalspel waarbij men met verschillende bekende Mario-figuren wedstrijden speelt.
De wedstrijden zijn geen 11 tegen 11, maar 5 tegen 5 spelers waarbij de captain van het team een 'smash'-aanval kan doen. De teamgenoten kunnen dit niet.
Het spel kent nagenoeg geen regels. Een speler kan niet buitenspel staan, de bal kan niet over de zij- of achterlijn. Ook is het toegestaan om tegenstander aan de kant de beuken. Voeg daar de bekende Mario powerups bij (schilden, bananen, enz) en er ontstaat een doldwaze, snelle wedstrijd.
Het spel verscheen in Europa op 17 november 2005 voor de Nintendo GameCube.

## Captains
- Mario
- Luigi
- Peach
- Daisy
- Wario
- Waluigi
- Donkey Kong
- Yoshi
- Super Team

## Sidekicks
- Toad
- Hammer Bro.
- Koopa
- Birdo

## Voorwerpen
- Green Shell
- Red Shell
- Blue Shell
- Spiny Shell
- Giant Shell
- Banana
- Bob-omb
- Mushroom
- Chain Chomp
- Star

## Stadiums
- The Palace
- Pipeline Central
- The Underground
- Konga Coliseum
- Crater Field
- The Battle Dome
- Bowser Stadium

## Ontvangst
- GameRankings: 76,26%
- Electronic Gaming Monthly: 7 uit 10
- Eurogamer: 8 uit 10
- Game Informer: 6,75 uit 10
- GameSpot: 7,2 uit 10
- IGN: 7,6 uit 10